# Propaganda Films
Propaganda Films fue una productora estadounidense de videos musicales y películas fundada en 1986 por los productores Steve Golin y Sigurjón Sighvatsson y los directores David Fincher, Nigel Dick, Dominic Sena y Greg Gold. Para 1990, la compañía producía casi un tercio de todos los videos musicales realizados en los Estados Unidos.

## Historia

### Fundación y primeros trabajos (1986-1990)
Como sugiere el nombre, la productora se fundó con la intención de centrarse en el medio de las películas; aquellos para los que Golin y Sighvatsson no pudieron obtener suficiente financiación y control creativo en otros lugares. Sin embargo, para crear estabilidad financiera, la empresa se centró en una base de producción de videos musicales. La compañía también se ramificó en la producción de comerciales de televisión, que junto con los videos musicales se consideraban inherentemente de menor calidad que las películas. Gold comentó más tarde:
Fuimos la primera empresa que quería aplicar los principios de la industria comercial a los videos musicales... [y] queríamos tomar la estética de los videos musicales y aplicarla a los comerciales.
Además de los ingresos de los videos musicales y los comerciales, Propaganda llegó a un acuerdo en 1988 con PolyGram, lo que significaba que la compañía de medios holandesa pagaría los costos de las películas de Propaganda a cambio de parte de los ingresos de las películas. Fue durante esta era que Propaganda hizo conexiones con gente como David Lynch, a quien contrataron para dirigir Wild at Heart. También produjeron el programa de televisión Twin Peaks de Lynch.

### Compra de PolyGram y declive de la empresa (1991-2002)
El acuerdo inicial con PolyGram, que implicó venderles el 49% de Propaganda, tenía como objetivo generar solidez financiera y mayores oportunidades. Sin embargo, Golin y los demás se dieron cuenta de que necesitaban aún más recursos para seguir haciendo películas.
Propaganda Films fue adquirida en su totalidad por PolyGram Filmed Entertainment en 1991. Esto provocó una disminución en el control creativo y las asignaciones presupuestarias para las películas fueron estrictamente examinadas por PolyGram. Nigel Dick dijo más tarde:
Queríamos hacer un buen trabajo y gastar un poco del presupuesto, el margen de beneficio, en un mejor director de fotografía o filmar cinco rollos más de película. Cuando llegaron los contadores de frijoles PolyGram, no obtuvimos eso. '¿Dónde se ha ido el marcado?' Eso es lo que tenemos.
En la década de los 90, Propaganda produjo películas de éxito variable, como Canadian Bacon, The Game y Being John Malkovich.
También continuaron produciendo comerciales populares (como el comercial "Aaron Burr" Got Milk?) y videos musicales para artistas como Madonna y Michael Jackson.
En 1998, PolyGram se vendió a Seagram , que incorporó parte de PolyGram a Universal y vendió las divisiones comerciales, de videos musicales y de gestión de Propaganda a SCP Equity Partners. Su división cinematográfica fue vendida a USA Films de Barry Diller, que pronto terminó bajo el paraguas de Universal/Focus Features nuevamente y finalmente cerró formalmente. Para 2000, Sighvatsson se fue a Lakeshore Entertainment y Golin fundó Anonymous Content. En el mismo año, la empresa había llegado a un acuerdo con Mandolin Entertainment.

## Notables directores que fueron en Propaganda Films
- Boris Malagurski
- Vaughan Arnell
- Michael Bay
- Markus Blunder
- Paul Boyd
- Nick Brandt
- Albert Bravo[10]
- Jhoan Camitz
- Peter Care
- John Dahl
- Nigel Dick
- David Fincher
- Antoine Fuqua
- Douglas Gayeton
- Greg Gold
- Michel Gondry
- Steve Hanft
- Spike Jonze
- David Kellogg
- Alek Keshishian
- Mark Kohr
- Christian Langlois
- John Lithgow
- David Lynch
- Pierre Winther
- Scott Marshall
- Michael Moore
- Jeffrey Obrow
- Willi Patterson
- Vadim Perelman
- Alex Proyas
- Paul Rachman
- Mark Romanek
- Stéphane Sednaoui
- Dominic Sena
- Zack Snyder
- Simon West
- Bobby Woods
- Gore Verbinski
- Cody James Cook

## Filmografía
- P.I. Private Investigations (1987)
- The Blue Iguana (1988)
- Kill Me Again (1989)
- Fear, Anxiety & Depression (1989)
- Janet Jackson's Rhythm Nation 1814 (1989)
- Industrial Symphony No. 1: The Dream of the Brokenhearted (1990)
- Twin Peaks (serie de televisión de 1990–1991, distribuido por CBS Television Distribution)
- Daddy's Dyin': Who's Got the Will? (1990)
- Wild at Heart (1990)
- The Idiot Box (serie de televisión 1990-1991)
- Salute Your Shorts (serie de televisión, 1991–1992)
- Beverly Hills, 90210 (serie de televisión, 1990–2000, distribuido por CBS Television Distribution)
- Madonna: Truth or Dare (1991)
- Voices That Care (1991)
- Ruby (1992)
- A Stranger Among Us (1992)
- A Year and a Half in the Life of Metallica (1992)
- Candyman (1992)
- Fallen Angels (serie de televisión, 1993–1995)
- Hotel Room (miniserie, 1993)
- Red Rock West (1993)
- Kalifornia (1993)
- Dream Lover (1993)
- Dangerous: The Short Films  (1993)
- Tales of the City (1993)
- S.F.W. (1994)
- Gospel According to Harry (1994)
- Turbocharged Thunderbirds (TV series, 1994)
- Jason's Lyric (1994)
- Avalanche (1994)
- Dead Connection (1994)
- Coldblooded (1995)
- Canadian Bacon (1995)
- Candyman: Farewell to the Flesh (1995)
- Lord of Illusions (1995)
- Barb Wire (1996)
- The Portrait of a Lady (1996)
- Sleepers (1996)
- El muerto es un vivo (1996)
- The Game (1997)
- A Thousand Acres (1997)
- An American Werewolf in Paris (1997)
- More Tales of the City (miniserie de 1998)
- Your Friends & Neighbors (1998)
- Return to Paradise (1998)
- Being John Malkovich (1999)
- The Match (1999)
- Nurse Betty (2000)
- Bounce (2000)
- The Little Vampire (2000)
- Full Frontal (2002)
- Auto Focus (2002)
- Trapped (2002)
- Adaptation (2002)